# Abbie Hutty
 (mai 2023).
Abigail Hutty (née en 1986/1987) est une ingénieure mécanique britannique basée à Stevenage. Elle travaille comme ingénieure principale des structures sur le rover ExoMars de l'Agence spatiale européenne, Rosalind Franklin. En 2016, elle est élue la plus jeune Fellow de l'Institution of Mechanical Engineers. Elle prône l'éducation scientifique et technologique des jeunes et la promotion des carrières dans l'industrie spatiale. Ses apparitions publiques ont inclus les conférences de Noël de la Royal Institution et The Sky at Night.

## Enfance et éducation
Abigail Hutty grandit dans le Kent, terminant des A-Levels en mathématiques, design et technologie, physique et français à la Weald of Kent Grammar School for Girls en 2005. Elle s'intéresse à l'ingénierie pendant ses GCSE, en regardant la mission martienne de Beagle 2. Elle étudie l'ingénierie mécanique à l'Université de Surrey, où elle obtient son diplôme en 2010, puis effectue un stage d'un an chez Surrey Satellite Technology, avant de commencer un programme d'études supérieures chez Airbus Defence and Space,,.

## Carrière

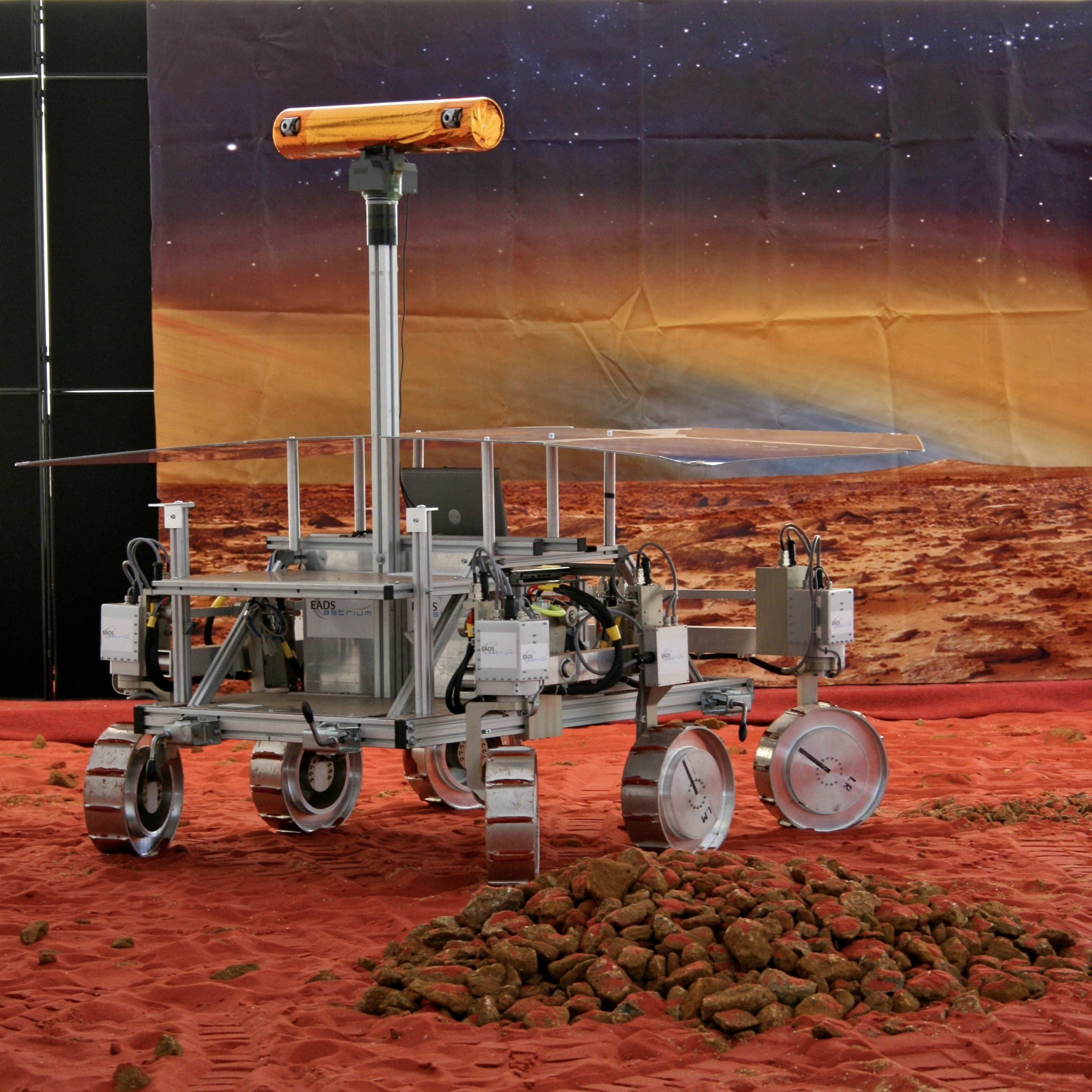
Un prototype de rover ExoMars à la réunion annuelle nationale de la Royal Astronomical Society 2009 à Hatfield, en Angleterre.

Abigail Hutty rejoint le programme d'études supérieures d'Airbus Defence and Space en 2010, se concentrant sur l'analyse dynamique et des contraintes. Elle se voit offrir un poste permanent au sein du Spacecraft Structures Engineering Group et a commencé à travailler sur le rover Rosalind Franklin, qui doit être lancé au milieu des années 2020. Son travail consiste à amener la conception au stade de la fabrication,. En 2014, elle devient ingénieure agréée auprès de l'Institution of Mechanical Engineers. Elle devient ensuite ingénieure principale des structures des engins spatiaux pour ExoMars chez Airbus.

## Prix
- 2010 : IMechE Frederick Barnes Waldron Best Student Award[1]
- 2012 : Astrium STEM Ambassador Award[10]
- 2013 : IET Young Woman Engineer of the Year[11]
- 2013 : IMechE Young Member of the Year[12]
- 2014 : Royal Academy of Engineering Rising Star Award[13]
- 2016 : Elected youngest Fellow of the Institution of Mechanical Engineers[1]

## Engagement public
Abigail Hutty passe un temps considérable à travailler avec les médias pour promouvoir l'ingénierie, en participant à The Sky at Night de la BBC, Stargazing Live et Euronews,,. Elle est une célèbre ambassadrice des disciplines sciences, technologie, ingénierie et mathématiques (STIM), agissant en tant que juge invitée lors de salons nationaux STIM et prenant la parole dans des écoles, des musées et des centres d'apprentissage,,,.
En 2014, elle apparaît dans les conférences de Noël de la Royal Institution. En plus de parler de la mission ExoMars, elle dissipe régulièrement les idées fausses courantes du public sur l'ingénierie. Abigail Hutty a donné une conférence TEDx à Londres en 2017, intitulée "Pourquoi nous avons besoin de nouveaux modèles en science et en ingénierie". Plus tard dans l'année, elle est apparue sur Horizon de BBC 2 pour discuter de l'aspect pratique des personnes voyageant vers Mars et a organisé des visites des installations d'Airbus,. Elle est enthousiasmée par la possibilité de trouver de la vie sur Mars.

## Diversité
Après avoir remporté le prix IET de la jeune femme ingénieure de l'année en 2013, Abigail Hutty devient une militante plus active pour la diversité au sein de la profession d'ingénieur. En 2016, elle figure parmi les 20 femmes les plus influentes en ingénierie à suivre sur Twitter,. Cette année-là, elle participe au podcast "Finding Ada", qui met en lumière le travail des femmes dans les STIM, décrivant son rôle chez Airbus. Abigail Hutty est un « modèle » pour de nombreuses jeunes femmes et ingénieurs, et blogue régulièrement sur ses expériences dans l'industrie. En 2015, elle participe à la campagne sociale #ILookLikeAnEngineer pour démystifier l'image publique des ingénieurs en activité,. En 2017, elle est invitée à prendre la parole lors de la réunion d'experts des Nations unies sur l'espace pour les femmes.